# Skæg med ord
 Der er for få eller ingen kildehenvisninger i denne artikel, hvilket er et problem. Du kan hjælpe ved at angive troværdige kilder til de påstande, som fremføres i artiklen.

Skæg med ord er et tv-program for børn, der bliver sendt på DR1 og DR Ramasjang. Det er den tredje programserie der er lavet med Hr. Skæg (Mikkel Lomborg), og som navnet antyder, handler denne programserie om ord.

## Format
Programmet er bygget fast op med de følgende elementer:
- Ord klaver - Først prøver skæg at trylle en ting frem, ved at spille på ord klaveret, de første gange mislykkes det, men til sidste lykkes det. Ofte er det dog ikke, som han havde tænkt.
- Gæt ordet - Dernæst er der et ord, hvor der mangler et bogstave, kan du gætte hvad der står?

Efter lidt tid kommer 2 børn ind med det manglende bogstav.
- En ven - Skæg vil på tur, men ikke alene, han finder en ven. Først ser man vennens værelse, og Hr. skæg vil på tur der. Vennen vil ikke og tager Hr. Skæg med på en "skovtur" alle mulige steder som for eksempel en bus og et bad. Undervejs er der skilte, hvor der først er ét bogstav, dernæst to indtil de komme til stedet. Undervejs prøver Hr. Skæg at gætte stedet, men det lykkes aldrig. Når de noget frem til stedet, deler de en ting fra et kæmpe fad fra kurven.
- Muldvarpe - To børn kommer op af et muldvarpehul hver for sig og siger en stavelse hver.

Til sidst kommer begge børn op og siger ordet.
- Hr. skæg ved - Der siges en sætning for eksempel "Hr. skæg ved et træ", sætningen står også på ordet.

Der sker ofte også nogle lidt mærkelige ting han får noget hoved bliver våd eller ligne.
- Ballongyngen - Der sidder i en kurv i en ballongynge 2 børn. Først siger de en ting for eksempel "vin" og forklarer, hvad det er. Ballongyngen roterer og 2 nye børn kommer frem som forklarer for eksempel "gummi". Ballongyngen roterer og 2 nye børn kommer frem eller der roteres til de forrige børn i nogle episoder. De forklarer nu, hvad det sammenhængen ord i dette eksempel "vingummi".

Der rotteres igen og 2 nye børn kommer frem eller de forrige børn, de forklarer nu det samme ord, men i omvendt ordstilling i dette eksempel "gummivin".
- Musik - Så kommer der en sang, alle sangene er forskellige.
- Købmand - Hos købmanden kan man købe ind, hvis ikke det lige var fordi købmanden er ude for at købe ind. Heldigvis kan fejedrengen Jas hjælpe, men på Hr. skæg huskeseddel er bogstaverne, undtagen det første tværet ud. Hr. Skæg og Jas prøver at finde ud af, hvad det er, Hr. Skæg skal købe. Jas finder en masse ting, indtil Hr.Skæg husker det. Da Jas ikke kan finde det, påstår han at det er gået ud af sortiment og kommer med en utroværdig forklaring. Ofte ender forklaringen med hvordan et ord er opstået. Til sidst prøver de lageret via dåsetelefonen, hvor Jas ikke taler tydelig nok.

## Afsnitsoversigt
| Afsnitsnummer | Udsendeselsdato   | Ord klaver ord | Gæt ordet | En ven - Sted - Dele ting          | Muldvarpe ord | Ballongyngen | Musik                           | Købmand |
| ------------- | ----------------- | -------------- | --------- | ---------------------------------- | ------------- | ------------ | ------------------------------- | ------- |
| 2             | 23. August 2012   | Banan          | Far       | -                                  | -             | -            | -                               | Mælk    |
| -             | 03. Oktober 2012  | Glas           | Børn      | Alma - Skur - Vaffel               | Foto          | Køkken-rulle | Skilte-sangen                   | Gær     |
| -             | 05. Oktober 2012  | Æg             | Dans      | Molise - Tag - Romkugle            | Kakao         | Sut-sko      | Rim-sangen                      | Nød     |
| 10            | 10. Oktober 2012  | Båd            | Hus       | Victor - Mål - Pølsebrød           | Gas           | Græs-hoppe   | Konsonant Vokal Snakke - sangen | Salt    |
| 11            | 17. Oktober 2012  | Pil            | Kat       | Nanna - Bus - Riskiks              | Dans          | Tand-pasta   | Hval-sangen                     | Olie    |
| 12            | 24. Oktober 2012  | Annas          | Tøj       | Emily - Bad - Myslibar             | Bøf           | Vin-gummi    | Is-sangen                       | Æble    |
| 13            | 31. Oktober 2012  | Blå            | Bil       | Betti - Bro - Agurk                | Mus           | Pude-rum     | Begreb-sangen                   | Løg     |
| 14            | 07. November 2012 | Bus            | Mad       | Villads - Port - Kiks              | Avis          | Pande-kage   | Rimme smed-sangen               | Tun     |
| 15            | 14. November 2012 | Mus            | Mig       | Walther/Valder - Tog - Kokosmakron | Kat           | Æble-træ     | Frække-slemme-bandeords sangen  | Vin     |
| 16            | 21. November 2012 | Hat            | Dig       | Sofia - Ruin - Chokolade           | Bro           | Heste-Pære   | Else-endelse-sangen             | Avis    |